# Castello di Duart
Il castello di Duart (in inglese Duart Castle; in gaelico scozzese Caisteal Dhubhairt) è un castello fortificato dell'isola scozzese di Mull (Ebridi Interne), eretto tra il XIII e il XIV secolo, ampliato tra il XVI e il XVII secolo e ricostruito nel 1911. Storica residenza del clan Maclean, è una delle più antiche fortezze private della Scozia.
Il castello è classificato come edificio di categoria A.

## Storia
La prime fortificazioni in loco vennero realizzate nel XIII secolo a protezione dell'imbocco del Sound of Mull. Alla fine degli anni sessanta del XIV secolo , la tenuta di Duart divenne una proprietà del clan Maclean: la tenuta venne data in dote nel 1367 a Lachlan Lubanach Maclean, quinto capo del clan, in occasione del suo matrimonio con Mary MacDonald, figlia del signore delle Isole. In seguito, uno dei membri del clan Lachlan Lubanach MacLean è ritenuto il costruttore mastio del castello, la cui prima pietra sarebbe stata posta intorno al 1370. Il castello venne quindi ampliato nel corso del XVI e del XVII secolo, quando assunse la forma attuale.
Nel 1647, i Macleans, sostenitori del conte di Montrose, fedele alla corona, dovettero arrendersi alle truppe parlamentariane guidate dal generale Leslie e cedere il controllo del castello. Nel 1653, il castello di Duart, data l'importanza strategica della fortezza, venne nuovamente posto sotto assedio dalle truppe parlamentariane, stavolta guidate da Sir Oliver Cromwell, la cui flotta navale venne però respinta dal forte vento, che causò anche l'affondamento di due navi. La flotta navale di Cromwell assediò però nuovamente il castello tra il 1674 e il 1688 e l'edificio venne poi definitivamente conquistato dalle truppe parlamentariane nel 1691.
In seguito, il clan Maclean continuò ad abitare nel castello di Duart, apportando ulteriori modifiche alla struttura anche nel corso del XVIII secolo. Nel 1751, però, durante l'insurrezione giacobita, il clan MacLean venne sconfitto dal duca di Argyll e dovette abbandonare definitivamente il castello, che venne poi usato come guarnigione dalle truppe governative. In seguito, l'edificio cadde progressivamente in uno stato di rovina. Nel 1910 il castello di Duart venne acquistato da Sir Fitzroy Maclean, 26esimo capo del clan, il quale l'anno seguente intraprese un'opera di restauro che riportò la fortezza agli antichi splendori.

## Architettura
Il castello di Duart è situato a circa 3 km a sud-este del villaggio di Craignure e si erge su un promontorio roccioso che si affaccia sul Sound of Mull.
Del castello sono visibili il mastio del XIV secolo e la residenza del XVII secolo a pianta a forma di L.

## Leggende
Secondo una leggenda, il fantasma senza testa di Ewan Maclain cavalcherebbe in direzione dell'ala meridionale del castello.

## Nella cultura di massa
Il castello di Duart compare in vari film, tra cui So dove vado (I Know Where I'm Going!), film del 1945 diretto da Michael Powell e Emeric Pressburge, Ora zero: operazione oro (When Eight Bells Toll), film del 1971 diretto da Étienne Périer e con protagonista Anthony Hopkins, ed Entrapment, film del 1999 diretto da Jon Amiel e con protagonisti Sean Connery e Catherine Zeta-Jones.